# クリフォード ザ・ムービー
『クリフォード ザ・ムービー』（原題：Clifford's Really Big Movie）は、2004年に公開されたアメリカ合衆国のアニメーション映画である。監督はロバート・Ｃ・ラミレズが務めた。

## キャスト (日本語吹替版)
- 星野充昭
- 池田千草
- 伊倉一恵
- 神谷浩史